# Gare du Mans
Gare du Mans vasútállomás Franciaországban, Le Mans településen.

## Vasútvonalak
Az állomást az alábbi vasútvonalak érintik:
- Párizs–Brest-vasútvonal
- Tours–Le Mans-vasútvonal
- Le Mans–Angers-vasútvonal
- Le Mans–Mézidon-vasútvonal

## Kapcsolódó állomások
A vasútállomáshoz az alábbi állomások vannak a legközelebb:
- Gare d’Arnage (Gare de Tours, Tours–Le Mans-vasútvonal)
- Gare de Voivres (Gare d’Angers-Maître-École, Le Mans–Angers-vasútvonal)
- Le Mans Hôpital-Université (Gare de Brest, Párizs–Brest-vasútvonal)
- Gare de Champagné (Paris Gare Montparnasse, Párizs–Brest-vasútvonal)